# إحسان حاج صفي
إحسان حاج صفي ((بالفارسية: احسان حاج‌صفی)؛ مواليد 25 فبراير 1990) لاعب كرة قدم إيراني متعدد المراكز بحيث يستطيع اللعب كجناح أيسر، مدافع وسط، صانع ألعاب وجناح مع منتخب إيران الوطني ونادي سباهان في الدوري الإيراني الممتاز.

## روابط خارجية
- إحسان حاج صفي على موقع الاتحاد الدولي (مؤرشف)  (الإنجليزية)
- إحسان حاج صفي على موقع الاتحاد الأوربي (الإنجليزية)
- إحسان حاج صفي على موقع قاعدة بيانات كرة القدم.إي يو (الإنجليزية)
- إحسان حاج صفي على موقع ناشيونال فوتبول تيمز (الإنجليزية)
- إحسان حاج صفي على موقع Soccerway.com (الإنجليزية)
- إحسان حاج صفي على موقع عالم كرة القدم.نت (الإنجليزية)
- إحسان حاج صفي على موقع AS.com (الإسبانية)